# Göran Hård af Segerstad
Sven Olof Göran Hård af Segerstad, född 31 mars 1945 i Karlstad, är en tidigare svensk landslagsspelare i handboll.

## Karriär
Göran Hård af Segerstads första år i handbollskarriären är inte klarlagda. Göran Hård af Segerstad spelade handboll för Hellas under största delen av sin karriär. Han kom till klubben 1963, debuterade i A-laget 1965 och stannade i 7 år till 1972. Då lämnade han klubben för att spela för IFK Malmö under några säsonger. Han var gymnastiklärare men vantrivdes i Malmö och flyttade 1976 tillbaka till Stockholm. Säsongen 1976-1977 vann Hellas sitt sjunde SM-guld med det s.k gubbalaget. 2013 fick han ta emot ett femtioårsstandar efter att ha varit medlem i Hellas i 50 år.

## Landslagskarriär
Göran Hård af Segerstad inledde landslagskarriären med 15 ungdomslandskamper med 51 gjorda mål. Han debuterade i A-landslaget 1966 den 5 november i Linköping mot Finland i en match som Sverige vann 25-17. Göran Hård af Segerstad spelade sedan i VM 1967, 1970 och 1974. Göran Hård af Segerstad spelade 104 landskamper för Sverige åren 1966-1975. De flesta åren i landslaget representerade han Hellas, men 1972 vid OS representerade han  IFK Malmö. Hård af Segerstad  var med i handbollens inomhus OS-premiär år 1972 i München. Göran deltog i fem av Sveriges sex matcher och gjorde fyra mål. Sveriges samtliga matcher: Polen 13-13 (ett mål -spelades i Ulm), Sovjet 11-11 (ett mål - i Göppingen), Danmark 16-10 (ett mål - i Böblingen), Tjeckoslovakien 12-15 (ett mål - i München), Östtyskland 11-14 (i München) och Ungern 19-18 (i München-Göran spelade ej). Hans sista landskamp blev den  5 februari 1975 i Bröndby mot Norge i NM som Sverige vann 17-15.